# Largeasse
Largeasse est une commune du Centre-Ouest de la France située dans le département des Deux-Sèvres, en région Nouvelle-Aquitaine.

## Géographie
La commune est située dans un paysage de bocage à 18 km au sud de Bressuire et à 19 km à l’ouest de Parthenay.

### Localisation et communes limitrophes
| Le Breuil-Bernard         | Pugny             | La Chapelle-Saint-Laurent |
| La Chapelle-Saint-Etienne | Largeasse         | Neuvy-Bouin               |
| L'Absie                   | Vernoux-en-Gâtine |                           |

### Climat
Pour des articles plus généraux, voir Climat de la Nouvelle-Aquitaine et Climat des Deux-Sèvres.
Historiquement, la commune est exposée à un climat océanique du nord-ouest.  
En 2020, Météo-France publie une typologie des climats de la France métropolitaine dans laquelle la commune est exposée à un climat océanique et est dans la région climatique  Poitou-Charentes, caractérisée par un bon ensoleillement, particulièrement en été et des vents modérés.
Pour la période 1971-2000, la température annuelle moyenne est de 11 °C, avec une amplitude thermique annuelle de 14,4 °C. Le cumul annuel moyen de précipitations est de 928 mm, avec 12,6 jours de précipitations en janvier et 7,2 jours en juillet. Pour la période 1991-2020, la température moyenne annuelle observée sur la station météorologique la plus proche, située sur la commune de Clessé à 8 km à vol d'oiseau, est de 11,7 °C et le cumul annuel moyen de précipitations est de 857,5 mm,. Pour l'avenir, les paramètres climatiques de la commune estimés pour 2050 selon différents scénarios d’émission de gaz à effet de serre sont consultables sur un site dédié publié par Météo-France en novembre 2022.

## Urbanisme

### Typologie
Au 1er janvier 2024, Largeasse est catégorisée commune rurale à habitat dispersé, selon la nouvelle grille communale de densité à sept niveaux définie par l'Insee en 2022.
Elle est située hors unité urbaine et hors attraction des villes,.

### Occupation des sols
L'occupation des sols de la commune, telle qu'elle ressort de la base de données européenne d’occupation biophysique des sols Corine Land Cover (CLC), est marquée par l'importance des territoires agricoles (98,1 % en 2018), une proportion sensiblement équivalente à celle de 1990 (98,5 %). La répartition détaillée en 2018 est la suivante : 
zones agricoles hétérogènes (38,3 %), terres arables (31 %), prairies (28,7 %), zones urbanisées (1,9 %). L'évolution de l’occupation des sols de la commune et de ses infrastructures peut être observée sur les différentes représentations cartographiques du territoire : la carte de Cassini (XVIIIe siècle), la carte d'état-major (1820-1866) et les cartes ou photos aériennes de l'IGN pour la période actuelle (1950 à aujourd'hui).

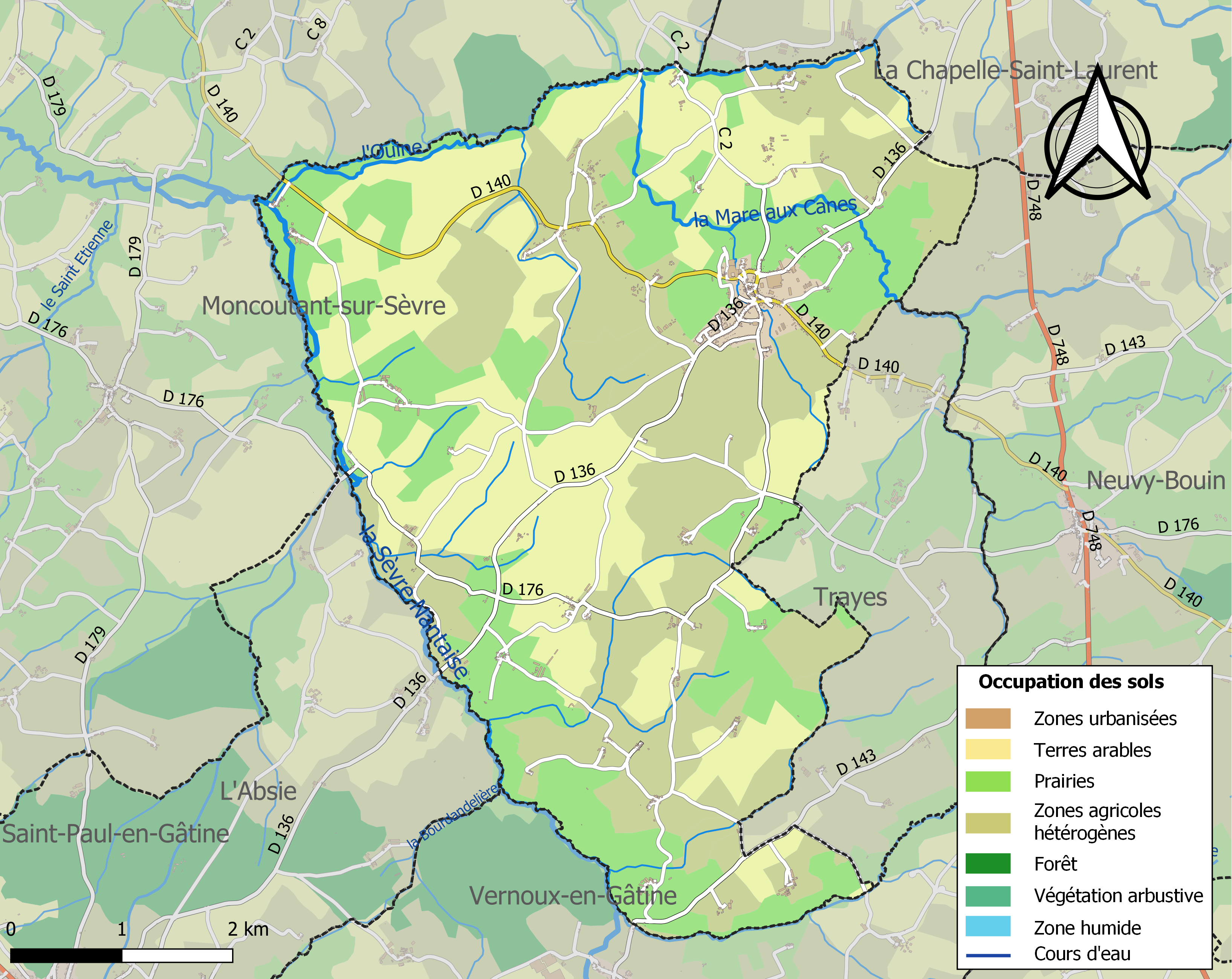
Carte des infrastructures et de l'occupation des sols de la commune en 2018 (CLC).

### Risques majeurs
Le territoire de la commune de Largeasse est vulnérable à différents aléas naturels : météorologiques (tempête, orage, neige, grand froid, canicule ou sécheresse), inondations, mouvements de terrains et séisme (sismicité modérée). Il est également exposé à un risque particulier : le risque de radon. Un site publié par le BRGM permet d'évaluer simplement et rapidement les risques d'un bien localisé soit par son adresse soit par le numéro de sa parcelle.

#### Risques naturels
Certaines parties du territoire communal sont susceptibles d’être affectées par le risque d’inondation par débordement de cours d'eau, notamment l'Ouine, la Mare aux Canes, la rivière l'Ouine et la Sèvre Nantaise. La commune a été reconnue en état de catastrophe naturelle au titre des dommages causés par les inondations et coulées de boue survenues en 1982, 1983, 1999 et 2010,.

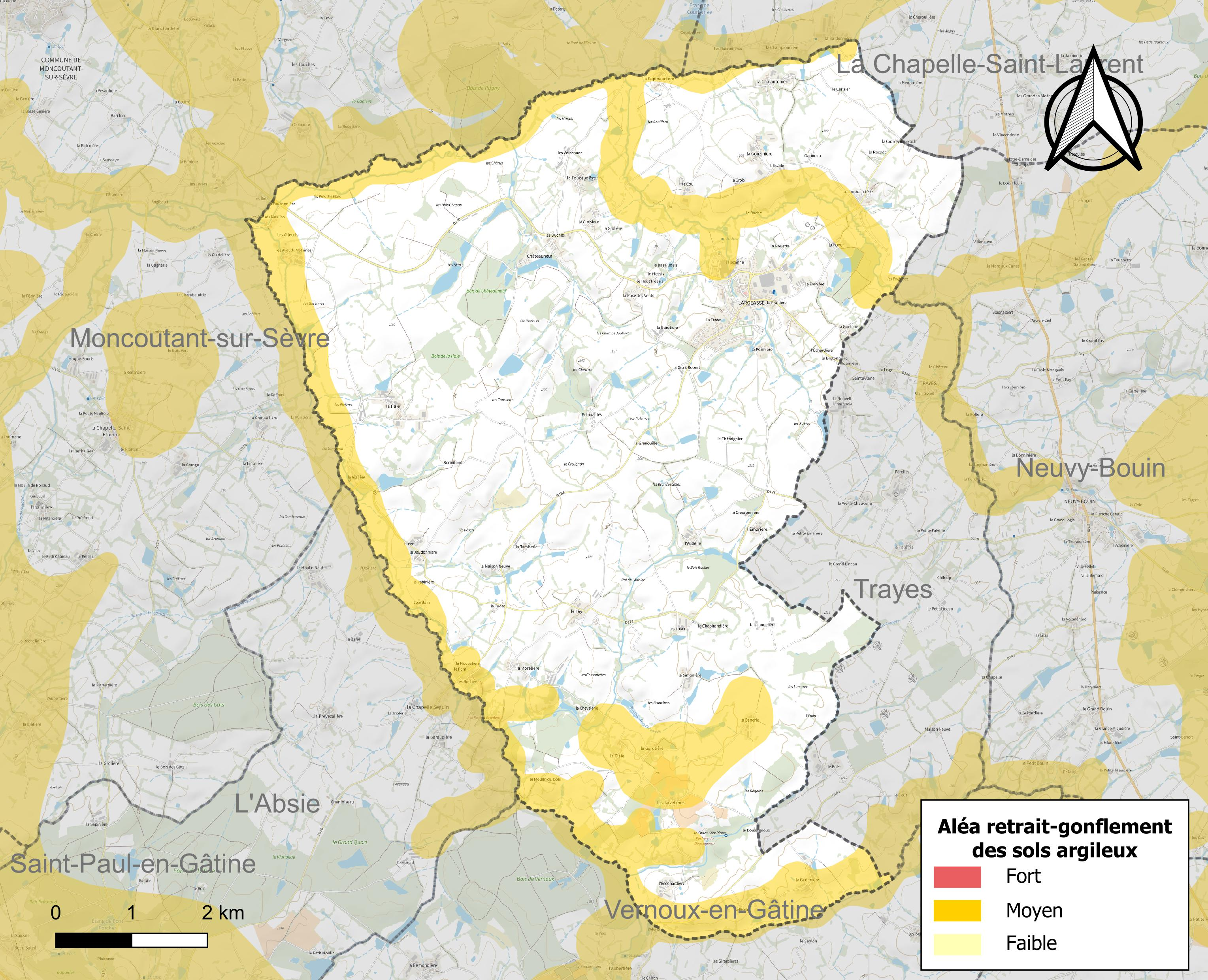
Carte des zones d'aléa retrait-gonflement des sols argileux de Largeasse.

Les mouvements de terrains susceptibles de se produire sur la commune sont des tassements différentiels. Le retrait-gonflement des sols argileux est susceptible d'engendrer des dommages importants aux bâtiments en cas d’alternance de périodes de sécheresse et de pluie. 21,5 % de la superficie communale est en aléa moyen ou fort (54,9 % au niveau départemental et 48,5 % au niveau national). Depuis le 1er octobre 2020, en application de la loi ELAN, différentes contraintes s'imposent aux vendeurs, maîtres d'ouvrages ou constructeurs de biens situés dans une zone classée en aléa moyen ou fort,.
La commune a été reconnue en état de catastrophe naturelle au titre des dommages causés par la sécheresse en 2017 et par des mouvements de terrain en 1999 et 2010.

#### Risque particulier
Dans plusieurs parties du territoire national, le radon, accumulé dans certains logements ou autres locaux, peut constituer une source significative d’exposition de la population aux rayonnements ionisants. Selon la classification de 2018, la commune de Largeasse est classée en zone 3, à savoir zone à potentiel radon significatif.

## Histoire
Hilaire Alexandre Briquet, dans son livre Histoire de la ville de Niort..., où une note de bas de page nous apprend que «  Le général Macors avait tracé le plan du camp de Largeasse. Les retranchemens en étaient faits avec plus d'art que ceux du camp Chiché ; mais ils avaient moins d’étendue, et ne renfermaient que 3 000 hommes, sous le commandement du capitaine Spital."

## Administration
| Période | Période  | Identité               | Étiquette | Qualité     |
| ------- | -------- | ---------------------- | --------- | ----------- |
| 1798    | 1846     | Pierre Henry Marcollay |           | ancien curé |
| 2001    | 2008     | Alain Boissonneau      |           |             |
| 2008    | En cours | Jean-Jacques Grolleau  |           |             |

## Démographie
À partir du XXIe siècle, les recensements réels des communes de moins de 10 000 habitants ont lieu tous les cinq ans. Pour Largeasse, cela correspond à 2007, 2012, 2017, etc. Les autres dates de « recensements » (2006, 2009, etc.) sont des estimations légales.
| 1793 | 1800 | 1806 | 1821 | 1831 | 1836 | 1841 | 1846 | 1851 |
| ---- | ---- | ---- | ---- | ---- | ---- | ---- | ---- | ---- |
| 800  | 652  | 675  | 794  | 805  | 820  | 863  | 903  | 864  |

| 1856 | 1861 | 1866 | 1872  | 1876  | 1881  | 1886  | 1891  | 1896  |
| ---- | ---- | ---- | ----- | ----- | ----- | ----- | ----- | ----- |
| 892  | 893  | 980  | 1 044 | 1 088 | 1 135 | 1 210 | 1 292 | 1 246 |

| 1901  | 1906  | 1911  | 1921  | 1926  | 1931  | 1936  | 1946  | 1954  |
| ----- | ----- | ----- | ----- | ----- | ----- | ----- | ----- | ----- |
| 1 253 | 1 208 | 1 211 | 1 107 | 1 120 | 1 100 | 1 049 | 1 038 | 1 008 |

| 1962 | 1968  | 1975 | 1982 | 1990 | 1999 | 2006 | 2007 | 2012 |
| ---- | ----- | ---- | ---- | ---- | ---- | ---- | ---- | ---- |
| 973  | 1 012 | 974  | 891  | 827  | 749  | 732  | 729  | 740  |

| 2017 | 2022 | - | - | - | - | - | - | - |
| ---- | ---- | - | - | - | - | - | - | - |
| 747  | 750  | - | - | - | - | - | - | - |

## Lieux et monuments

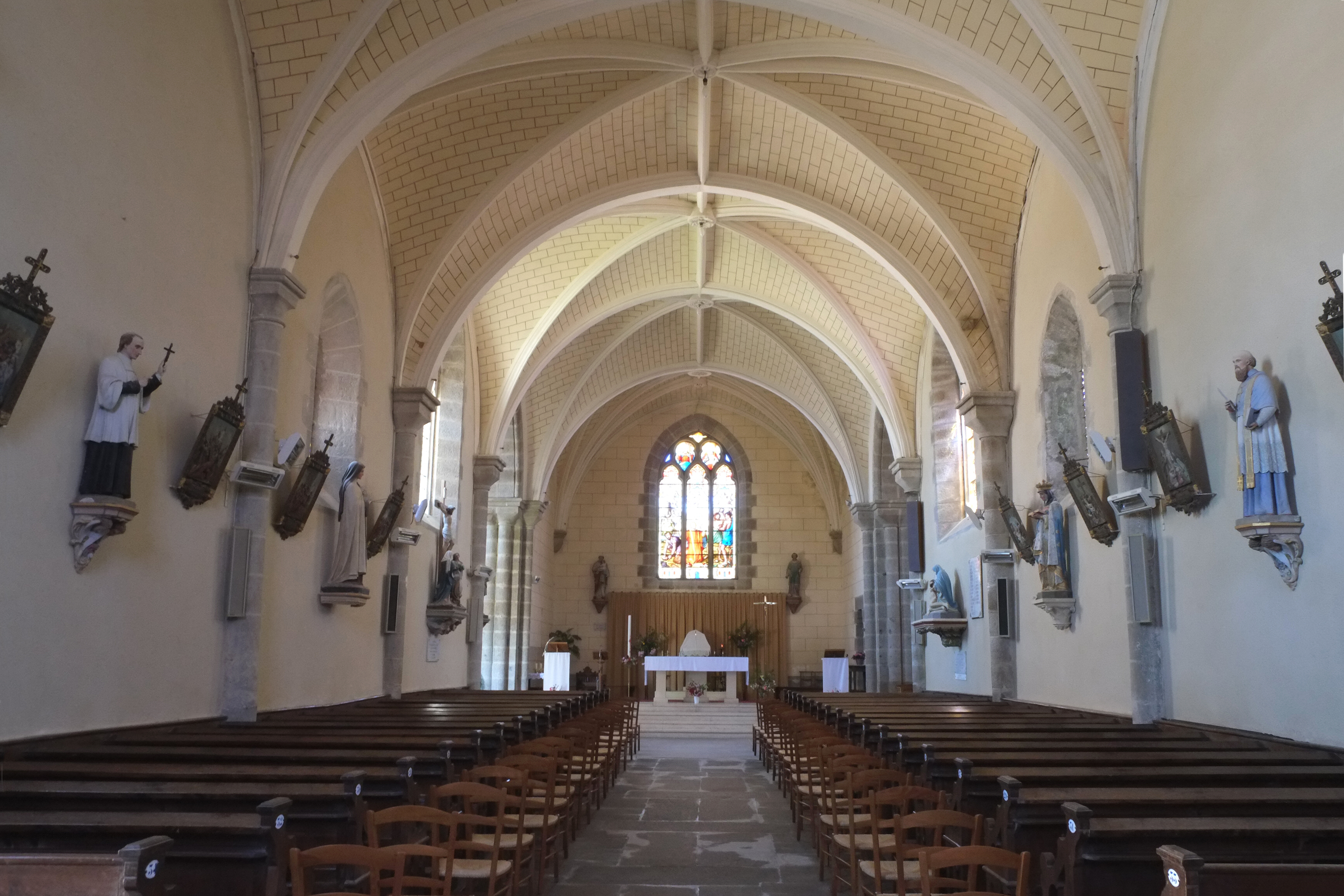
La nef de l'église Saint-Étienne.

- L'église Saint-Étienne-et-Saint-Roch de Largeasse de style roman avec son clocher carré, est une église datant de la fin du XIe siècle ou début du XIIe siècle. Modifiée au fil du temps et endommagée par les Huguenots pendant les guerres de religion dans la deuxième moitié du XVIe siècle, elle a été entièrement restaurée à la fin du XIXe siècle.
- Le logis de la Chabirandière datant des XVe et XVIe siècles. Cette propriété privée est inscrite aux MH sous le numéro PA00125684.

### Le site du chaos granitique de Gâtine Poitevine du village de la Morelière
Le Rocher Branlant est un monolithe granitique aérien que la force humaine suffit à faire osciller. Ce rocher est situé au cœur du Jardin des Chirons du village de la Morelière sur la commune de Largeasse.

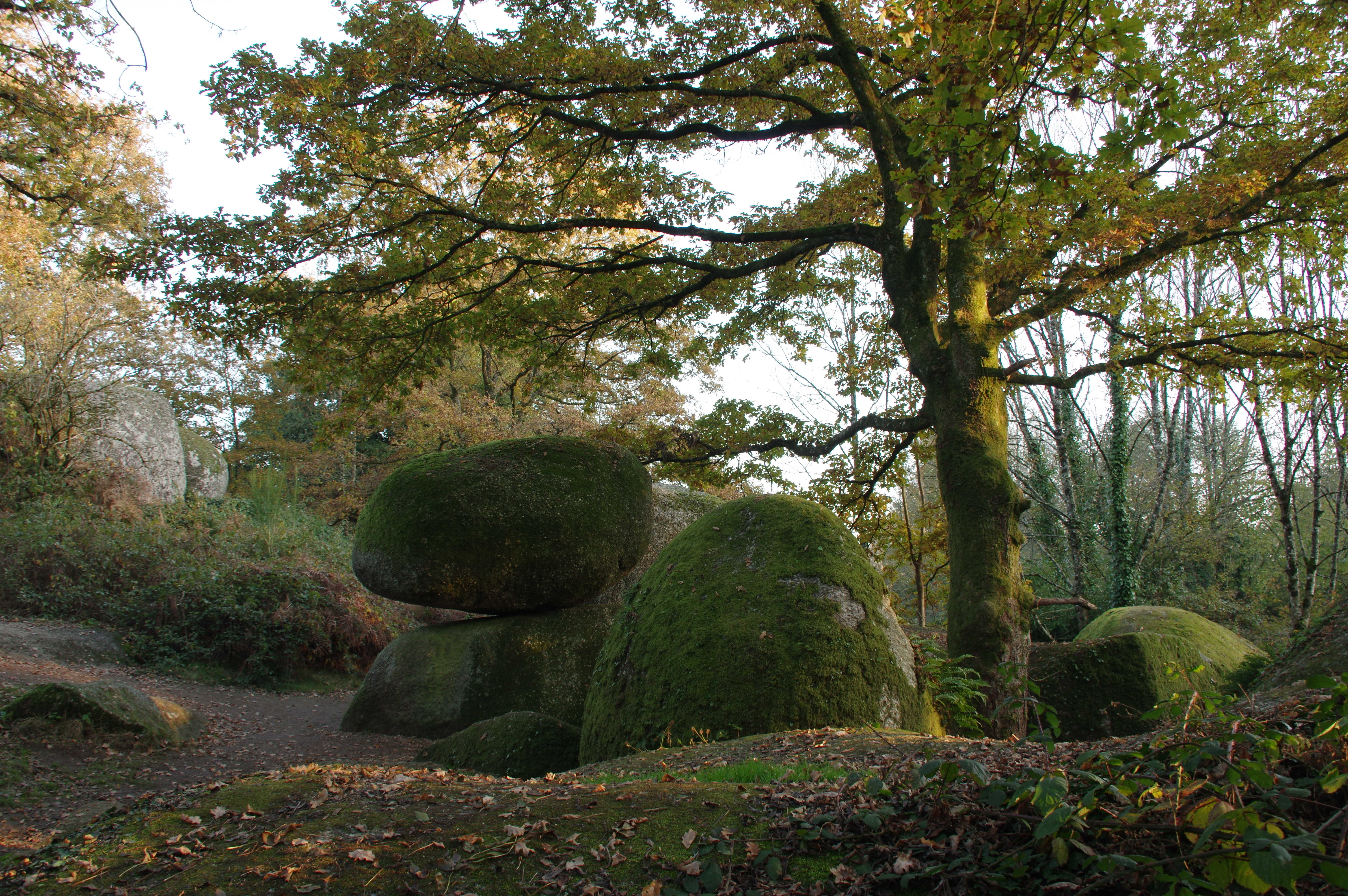
Rocher Branlant de Largeasse (Jardin des Chirons de la Morelière)